# Peter Van Loan

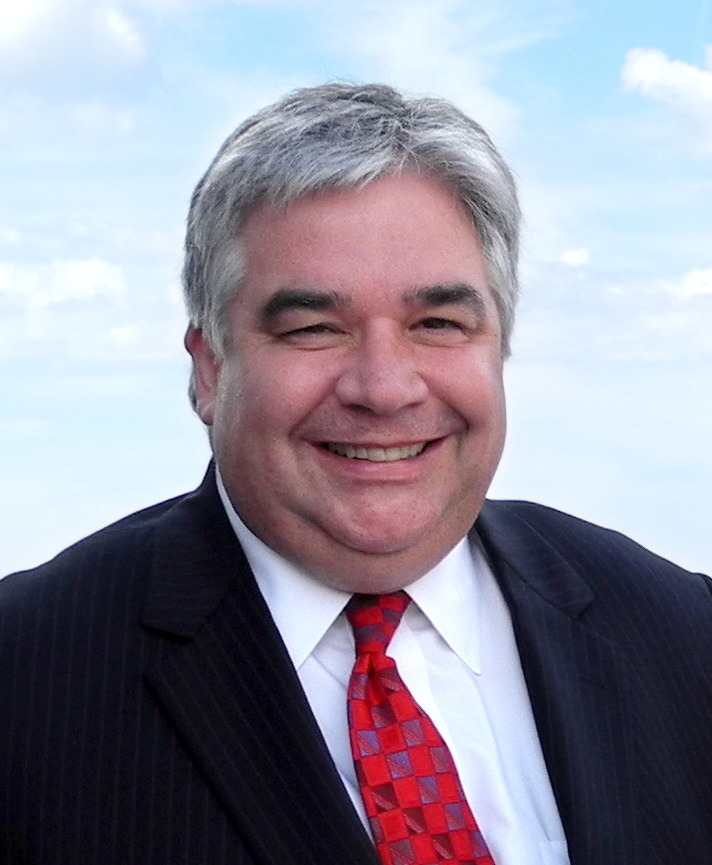
Peter Van Loan (2014)

Peter Van Loan (* 18. April 1963 in Niagara Falls, Ontario) ist ein kanadischer Politiker der Konservativen Partei Kanadas.

## Leben
Van Loan studierte an der University of Toronto und an der York University. Er war Fraktionsführer der Konservativen Partei im House of Commons. Peter Van Loan war einer von dreizehn Kanadiern, die von der russischen Regierung im März 2014 auf eine Sanktionsliste gesetzt wurden, die sie von einer Einreise nach Russland ausschloss. Als Reaktion darauf erklärte Van Loan, es würde ihm „keine schlaflosen Nächte“ bereiten, seinen Namen auf dieser Liste zu finden. 2018 erklärte Van Loan seinen Rückzug aus der Politik und schied noch im gleichen Jahr aus dem Unterhaus aus.